# Abyek
Abyek (persiska آبيك) är en stad i Iran, cirka 100 kilometer nordväst om huvudstaden Teheran. Abyek ligger i provinsen Qazvin och har cirka 60 000 invånare.